# Diocèse de Cayenne
Le diocèse de Cayenne (en latin de curie : Dioecesis Caiennensis) est une circonscription ecclésiastique de l'Église catholique romaine appartenant à la Province ecclésiastique des Antilles et de la Guyane. Il fut érigé le 29 février 1956. En 2006, il y a 150 000 baptisés sur 200 000 habitants. L'évêque est actuellement Alain Ransay, depuis le 10 décembre 2021. L'évêque de Cayenne est membre de la Conférence épiscopale de France et de la Conférence épiscopale des Antilles.

## Histoire
Les premiers missionnaires catholiques venus évangéliser la Guyane française furent les Capucins, dont la présence sur le territoire est attestée depuis 1643. Deux de ces frères missionnaires sont connus, Jean-Baptiste de Dieppe et Bernardin du Renouard.
En 1665, les Jésuites obtiennent l'autorisation de la compagnie des Indes occidentales de s'installer en Guyane. Ils commencent par une campagne d'évangélisation des plus intenses et fructueuses, qui va durer un siècle, jusqu'à 1762, lorsque la loi sur la suppression de la Compagnie de Jésus entre en application en Guyane. Les Jésuites ont fondé les premières paroisses et ont aussi introduit en Guyane française le système des réductions à Kourou, Conamama et Sinnamary. Ils ont également fondé l'habitation Loyola, un établissement agricole. Jusqu’à 500 esclaves y travaillèrent à produire des biens dont les revenus finançaient le grand projet d’évangélisation des Amérindiens par le biais des missions. 
C'est grâce à l'intérêt des Jésuites pour ce territoire qu'il fut érigé en Préfecture apostolique de Guyane-Française-Cayenne en décembre 1731 par détachement du territoire de la Préfecture apostolique des Îles et du Continent. Le dernier supérieur des Jésuites, Alexis Ruel, est resté en Guyane comme prêtre missionnaire jusqu'en 1768, quand il fut rappelé en métropole.
Après l'expulsion des Jésuites, la mission a eu beaucoup à souffrir, jusqu'en 1775, lorsqu'elle est confiée à la Congrégation du Saint-Esprit, dont les religieux sont communément appelés les pères spiritains.
En 1825, les travaux de reconstruction de l'ancienne église Saint-Nicolas à Cayenne commencent pour finir en 1833. La nouvelle église est consacrée au Saint-Sauveur. C'est l'actuelle cathédrale diocésaine.
Vers le milieu du XIXe siècle, les Jésuites furent autorisés à revenir en Guyane française avec la mission d'assurer l'aumônerie des différents lieux de détention dans la colonie pénitentiaire de Cayenne.
Vers la fin du siècle, les tensions entre les religieux et le gouvernement local entraînent l'expulsion des moines, suivant l'exemple de ce qui se passe en métropole. La préfecture apostolique est alors confiée au clergé séculier jusqu'au déclenchement de la Seconde Guerre mondiale.
Le 10 janvier 1933, la préfecture apostolique est élevée au rang de Vicariat apostolique par le bref apostolique Quae catholico nomini du Pape Pie XI, puis de diocèse de Cayenne le 23 février 1956 par la bulle sollicitudine ici du Pape Pie XII. Le diocèse est suffragant de l'archidiocèse de Saint-Pierre et Fort-de-France depuis le 30 septembre 1967.

## Territoire
Le diocèse de Cayenne couvre l'ensemble de la Guyane française. Sa superficie est de 90 000 km².
Le siège épiscopal est à Cayenne, dans la cathédrale Saint-Sauveur.
Le territoire est divisé en 26 paroisses.

## Préfets apostoliques, vicaires apostoliques et évêques de Cayenne

### Les préfets apostoliques de Guyane-Française-Cayenne
Les préfets apostoliques résidaient en Martinique.
1. Louis de Villette, S.J. (1731–1736)
2. Pierre de la Raffinie, S.J. (1736–1746)
3. Philippe d’Huberland, S.J. (1746–1760)
4. Henri Ghuez, S.J. (1761–1762)
5. Alexis Ruel, S.J. (1762–1762)
6. Antoine Fleury (1762–1764)
7. Alexis Ruel (1764–1769)
8. Charles Louis Joseph Destable (1769–1771)
9. Maurice Poussin (1771–1775)
10. Charles Robillard (1775–1777)
11. Louis François Radel (1777–1787)
12. Nicolas Jacquemin, C.S.Sp. (1787–1792)
13. Philippe Legrand (1792–1818)
14. Paul Guillier (1818–1847)
15. Jean Dossat (1847–1868)
16. Olivier Hervé, C.S.Sp. (1868–1871)
17. Ambroise Emonet, C.S.Sp. (1873–1882)
18. Joseph Guyodo, C.S.Sp. (1885–1892)
19. Louis Pignol (1892–1904)
20. Marcel Beguin (1904–1911)
21. Justin Fabre (1914-1924)
22. Léon Delaval, C.S.Sp. (1925-1932)

### Les vicaires apostoliques de Cayenne
1. Pierre-Marie Gourtay, C.S.Sp. (1933-1944)
2. Alfred Marie, C.S.Sp. (1945-1956)

### Les évêques de Cayenne
1. Alfred Marie, C.S.Sp. (1956-1973)
2. François-Marie Morvan, C.S.Sp. (1973-1998)
3. Louis-Albert-Joseph-Roger Sankalé (1998-2004)
4. Emmanuel-Marie-Philippe-Louis Lafont (2004-2020)
5. Michel Dubost, administrateur apostolique (2021)
6. Alain Ransay depuis 2021